# Esmetadon
Esmetadon (INN; razvojni kodni naziv REL-1017), takođe poznat kao dekstrometadon, je (S)-enantiomer metadona. On deluje kao antagonist N-metil-D-aspartat receptora (NMDAR), između ostalog. Za razliku od levometadona, on ima nizak afinitet za opioidne receptore i nema značajno respiratorno depresivno dejstvo i ne podstiče zloupotrebu. Esmetadon je u razvoju za lečenje težeg depresivnog poremećaja. Prema podacima iz avgusta 2022. godine, nalazi se u fazi 3 kliničkih ispitivanja za ovu indikaciju.
Dostupna je asimetrična sinteza za pripremu esmetadona (S-(+)-metadon) i levometadona (R-(−)-metadon).
| Jedinjenje       | Afiniteti (Ki, in nM) | Afiniteti (Ki, in nM) | Afiniteti (Ki, in nM) | Afiniteti (Ki, in nM) | Afiniteti (Ki, in nM) | Afiniteti (Ki, in nM) | Odnosi     | Odnosi   |
| Jedinjenje       | MOR                   | DOR                   | KOR                   | SERT                  | NET                   | NMDAR                 | M:D:K      | SERT:NET |
| ---------------- | --------------------- | --------------------- | --------------------- | --------------------- | --------------------- | --------------------- | ---------- | -------- |
| Racemski metadon | 1,7                   | 435                   | 405                   | 1.400                 | 259                   | 2.500–8.300           | 1:256:238  | 1:5      |
| Dekstrometadon   | 19,7                  | 960                   | 1.370                 | 992                   | 12.700                | 2.600–7.400           | 1:49:70    | 1:13     |
| Levometadon      | 0,945                 | 371                   | 1.860                 | 14,1                  | 702                   | 2.800–3.400           | 1:393:1968 | 1:50     |